# Зависна територија
- Аустралија
- Данска
- Холандија
- Нови Зеланд
- Норвешка
- Уједињено Краљевство
- САД

Зависна територија или зависна област је територија која нема пуну политичку независност или суверенитет као суверена држава и налази се изван интегралног подручја државне контроле.
Зависна територија се обично разликује од поднационалних ентитета, који се сматрају дијелом интегралне територије владајуће државе. Поднационални ентитет обично представља основну подјелу државе, док зависна територија често има висок степен аутономије од контролне државе. Историјски, већина колонија се сматрало зависном територијом њихове контролне државе. Зависне територије генерално одржавају висок степен политичке аутономије. У исто вријеме, не сматрају се све аутономне територије зависним и нису све зависне територије аутономне. Већина насељених зависних територија има сопствени ИСО 3166 код.
Неки политички ентитети имају посебан статус признат међународним уговором или споразумом који резултира одређеним степеном аутономије или различитим имиграционим правилима. Оне се некада сматрају зависним територијама, али их званично њихове контролне државе сматрају својим интегралним дијелом. Примјери су Оландска Острва (Финска) и Хонгконг (Кина).

## Преглед садржаја списка
Сљедећи списак указује (или се може интерпретирати како би указало) на:
Зависне територија
- Двије државе у слободној асоцијацији, једна територија и једна претендована зависна територија на списку Новог Зеланда;
- Једна ненасељена територија и двије претендоване зависне територије на списку Норвешке;
- Дванаест прекоморских територија (десет аутономних, једна ограничена на војно особље и једна ненасељена), три крунске зависне територије, једна група суверених база и једна претендована зависна територија на списку Уједињеног Краљевства;
- Тринаест неинкорпорисаних територија (пет насељених, осам ненасељених), двије претендоване зависне територије и једна непризната инкорпорисана територија на списку Сједињених Америчких Држава,

Остали ентитети
- Шест спољних територија (три насељене, три ненасељене) и једна претендована зависна територија на списку Аустралије;
- Два посебна административна региона на списку Кине;
- Двије конститутивне земље са аутономијом у унутрашњим пословима на списку Данске;
- Једна аутономна територија која је одређена према закону и међународним споразумима на списку Финске;
- Шест аутономних заједница и двије ненасељене територије на списку Француске;
- Три конститутивне земље са аутономијом у унутрашњим пословима на списку Холандије;
- Једна интегрална територија са ограниченим суверенитетом на списку Норвешке.

## Списак зависних територија
Ова списак укључује све територије које нису законски инкорпорисане у њихову владајућу државу, укључујући неколико територија које нису на списку несамоуправних територија Генералне скупштине Организације уједињених нација. Зависне територије без општег међународног признања, укључујући и претензије на Антарктику, обижељене су искошено.

### Нови Зеланд
Преглед: Краљевство Нови Зеланд чине двије самоуправне државе у слободној асоцијацији са Новим Зеландом, једна територија (Токелау) и једна претендована зависна територија на Антарктику.
| У слободној асоцијацији                           | Администрација | 3166 код |
| ------------------------------------------------- | --- | -------- |
| Кукова Острва                                     | Самоуправна држава у слободној асоцијацији са Новим Зеландом од 1965. године. Статус Кукових Оства једнак је независности према међународном праву и земља остварује пуни суверенитет у унутрашњим и спољним пословима. Под условима споразума слободне асоцијације, међутим, Нови Зеланд задржава одређену одговорност за спољне послове и одбрану Кукових Оства. Ове одговорности не дају права контроле и врше се само на захтјев Владе Кукових Острва. Влада Новог Зеланда не сматра Кукова Острва сувереним, јер и даље користили новозеландско држављанство. |          |
| Нијуе                                             | Самоуправна држава у слободној асоцијацији са Новим Зеландом од 1974 године. Статус Нијуија једнак је независности према међународном праву и земља остварује пуни суверенитет у унутрашњим и спољним пословима. UПод условима споразума слободне асоцијације, међутим, Нови Зеланд задржава одређену одговорност за спољне послове и одбрану Кукових Оства. Ове одговорности не дају права контроле и врше се само на захтјев Влада Нијуија. Влада Новог Зеланда не сматра Нијуије Острва сувереним, јер и даље користили новозеландско држављанство.             |          |
| Територија                                        | Администрација | 3166 код |
| Токелау                                           | Територија Новог Зеланда. Креће се ка слободној асоцијацији са Новим Зеландом, Токелау и Нови Зеланд су се сложили да израде нацрт устава. Референдум о самоуправи под покровитељством ОУН у фебруару 2006. године, није има двотрећинску надмоћ неопходну за промјену тренутног политичког статуса. Још један је одржан у октобру 2007. године, који такође није успио да досегне двотрећинску већину. |          |
| Шаблон:Подаци о застави Росова зависна територија | Нема стално становништво. Претензија Новог Зеланда на Антарктик. | нема код |

### Норвешка
Преглед: Норвешка има једну зависну територију и двије претендоване зависне територије.
| Зависна територија                        | Администрација | 3166 код |
| ----------------------------------------- | --- | -------- |
| Шаблон:Подаци о застави Буве              | Нема стално становништво. Зависна територија којом из Осла управља Одјељење за поларне послове Министарства праве и полиције.                                      |          |
| Шаблон:Подаци о застави Острва Петра I    | Нема стално становништво. Зависна територија (предмет Система антарктичке повеље) којом из Осла управља Одјељење за поларне послове Министарства праве и полиције. | нема код |
| Шаблон:Подаци о застави Земља Краљице Мод | Нема стално становништво. Зависна територија (предмет Система антарктичке повеље) којом из Осла управља Одјељење за поларне послове Министарства праве и полиције. | нема код |

### Уједињено Краљевство
Преглед: Уједињено Краљевство има дванаест прекоморских територија (десет аутономних, једна ограничена на војно особље и једна ненасељена), три крунске зависне територије, једна група суверених база и једна претендована зависна територија.
| Прекоморске територије (насељене)                                | Администрација | 3166 код   |
| ---------------------------------------------------------------- | --- | ---------- |
| Ангвила                                                          | Дом скупштине Ангвиле руководи унутрашњим пословима. Налази се на списку несамоуправних територија Организације уједињених нација. |            |
| Бермуда                                                          | Парламент Бермуда handles domestic affairs and the territory is defined by the UK as self-governing. Налази се на списку несамоуправних територија Организације уједињених нација.                                                                              |            |
| Британска територија Индијског океана                            | Територијом управља Комесар Британских територија Индијског океана, који извјештава Форин-офис. Првобитно становништво је расељено између1967. и 1973. године и тренутно је приступ ограничен на војно особље. На територију претендује Маурицијус.             |            |
| Британска Дјевичанска Острва                                     | Дом скупштине Британских Дјевичанских оства руководи унутрашњим пословима. Налази се на списку несамоуправних територија Организације уједињених нација. |            |
| Кајманска Острва                                                 | Законодавна скупштина Кајманских Острва руководи унутрашњим пословима. Налази се на списку несамоуправних територија Организације уједињених нација. |            |
| Фолкландска Острва                                               | Законодавна скупштина Фолкландских Острва руководи унутрашњим пословима. Налази се на списку несамоуправних територија Организације уједињених нација. На територију претендује Аргентина.                                                                      |            |
| Гибралтар                                                        | Парламент Гибралтара руководи унутрашњим пословима. Има готово потпуну унутрашњу самоуправу. Налази се на списку несамоуправних територија Организације уједињених нација.                                                                                      |            |
| Монтсерат                                                        | Законодавни савјет Монтсерата руководи унутрашњим пословима. Налази се на списку несамоуправних територија Организације уједињених нација. |            |
| Острва Питкерн                                                   | Острваски савјет Острва Питкерн руководи неким унутрашњим пословима, међутим одлуке подлијежу одобрењу Гувернеру Острва Питкерн, који извјештава Foreign and Commonwealth Office. Налази се на списку несамоуправних територија Организације уједињених нација. |            |
| Шаблон:Подаци о застави Света Јелена, Асенсион и Тристан да Куња | Законодавни савјет Свете Јелене, Острвски савјет Асенсиона и Острвски савјет Тристана да Куње руководе унутрашњим пословима. Налази се на списку несамоуправних територија Организације уједињених нација.                                                      | SH SHN 654 |
| Теркс и Кејкос                                                   | Дом скупштине Теркса и Кејкоса руководи неким унутрашњим пословима. Налази се на списку несамоуправних територија Организације уједињених нација. |            |
| Прекоморске територије (ненасељено)                              | Администрација | 3166 код   |
| Јужна Џорџија и Јужна Сендвичка острва                           | Територијом руководи Комесар Јужне Џорџије и Јужних Сендвичких острва (који је такође и Гувернер Фолкландских Оства), извјештава Форин-офис. Нема стално становништво. На територију претендује Аргентина.                                                      | GS SGS 239 |
| Британска Антарктичка Територија                                 | Територијом управља Комесар Британске Антарктичке Територије, који извјештава Форин-офис. Нема стално становништво. | нема код   |
| Суверене базе                                                    | Администрација | 3166 код   |
| Акротири и Декелија                                              | Базама управља командант Британских снага Кипра, извјештава Министарство одбране. Територију насељава стално кипарско становништво, као и британско војно особље и њихове породице.                                                                             | нема код   |
| Крунски посједи                                                  | Администрација | 3166 код   |
| Гернзи                                                           | Одговорност за одбрану, међународно представљање и добру власт сноси Уједињено Краљевство. Ипак, Парламент Уједињеног Краљевства може у њихово име доњети законе, ако то сматра потребним.                                                                      |            |
| Џерзи                                                            | Одговорност за одбрану, међународно представљање и добру власт сноси Уједињено Краљевство. Ипак, Парламент Уједињеног Краљевства може у њихово име доњети законе, ако то сматра потребним.                                                                      |            |
| Острво Мен                                                       | Одговорност за одбрану, међународно представљање и добру власт сноси Уједињено Краљевство. Ипак, Парламент Уједињеног Краљевства може у њихово име доњети законе, ако то сматра потребним.                                                                      |            |

### Сједињене Државе
Преглед: Сједињене Америчке Државе имају једанаест зависних територија, двије претендоване зависне територије и једну инкорпорисану територију.
| Неинкорпорисане организоване територије (насељене)     | Администрација | 3166 код |
| ------------------------------------------------------ | --- | -------- |
| Гвам                                                   | Неинкорпорисана организована територија; политички односи између Гвама и САД спроводе се под надлежношћу Канцеларије за острвска питања Министарства унутрашњих послова. Налази се на списку несамоуправних територија Организације уједињених нација.             |          |
| Сјеверна Маријанска Острва                             | Комонвелт у политичкој унији са САД; федералним финансирањем управља Канцеларија за острва питања Министарства унутрашњих послова. |          |
| Порторико                                              | Неинкорпорисана организована територија САД са статусом комонвелта; политички односи између Порторика и САД спроводе се под надлежношћу Канцеларије Предсједника.                                                                                                  |          |
| Америчка Дјевичанска Острва                            | Неинкорпорисана организована територија; политички односи између Дјевичанских острва и САД спроводе се под надлежношћу Канцеларије за острва питања Министарства унутрашњих послова. Налази се на списку несамоуправних територија Организације уједињених нација. |          |
| Неинкорпорисане неорганизован територије (насељене)    | Администрација | 3166 код |
| Америчка Самоа                                         | Неинкорпорисана и неорганизована територија којом управља Канцеларија за острвска питања Министарства унутрашњих послова. Налази се на списку несамоуправних територија Организације уједињених нација.                                                            |          |
| Вејк                                                   | Неинкорпорисана и неорганизована територија којом управља Служба за рибе и дивљину Министарства унутрашњих послова. На ову територију претензије имају Маршалска Острва.                                                                                           |          |
| Неинкорпорисане неорганизоване територије (ненасељене) | Администрација | 3166 код |
| Бејкер                                                 | Неинкорпорисана и неорганизована територија коју надгледају Ваздухопловне снаге САД, а управља Министарство унутрашњих послова. На ову територију претензије имају Маршалска Острва.                                                                               |          |
| Шаблон:Подаци о застави Хауланд                        | Неинкорпорисана и неорганизована територија коју надгледају Ваздухопловне снаге САД, а управља Министарство унутрашњих послова. На ову територију претензије имају Маршалска Острва.                                                                               |          |
| Џарвис                                                 | Неинкорпорисана и неорганизована територија коју надгледају Ваздухопловне снаге САД, а управља Министарство унутрашњих послова. На ову територију претензије имају Маршалска Острва.                                                                               |          |
| Џонстон                                                | Неинкорпорисана и неорганизована територија коју надгледају Ваздухопловне снаге САД, а управља Министарство унутрашњих послова. На ову територију претензије имају Маршалска Острва.                                                                               |          |
| Кингмен                                                | Неинкорпорисана и неорганизована територија коју надгледају Ваздухопловне снаге САД, а управља Министарство унутрашњих послова. На ову територију претензије имају Маршалска Острва.                                                                               |          |
| Мидвеј                                                 | Неинкорпорисана и неорганизована територија коју надгледају Ваздухопловне снаге САД, а управља Министарство унутрашњих послова. На ову територију претензије имају Маршалска Острва.                                                                               |          |
| Наваса                                                 | Неинкорпорисана и неорганизована територија којом управља Служба за рибе и дивљину Министарства унутрашњих послова са Националног резервата за дивље животиње Карипских острва на Порторику. На ову територију претензије има Хаити.                               |          |
| Инкорпорисана неорганизована територија (ненасељено)   | Администрација | 3166 код |
| Палмира                                                | | нема код |

## Списак осталих ентитета
Сљедећи ентитети су према законима њихових држава, саставио дио те државе, али имају особине зависних територија. Овај списак се углавном ограничава на субјекте којима је међународним споразумом одређен статус, који су ненасељени или имају јединствени степен аутономије и у великој мјери су самоуправни у питањима која нису од међународног значаја. Као резултат, не укључује већину ентитета без јединствене аутономије, као што су прекоморске територије Француске, или са само ограниченом аутономијом, као што су аутономни региони Португалије. Претендоване зависне територије без општег међународног признања, означена су искошено.

### Аустралија
Преглед: Аустралија има шест територија и једну претендовану зависну територију.
Иако се све територије Аустралије сматрају потпуно интегрисаним у њен федерални систем и званични статус спољних територија не разликује се умногоме од копнених територија (осим у погледу имиграционих закона), остаје питање да ли су спољне територије саставни дио Аустралије, јер нису биле у њеном саставу 1901. године, када су конституисане њене федералне државе. Често се наведе посебно за статистичке сврхе.
| Спољашње територије (насељене)                              | Администрација                                                                           | 3166 код |
| ----------------------------------------------------------- | ---------------------------------------------------------------------------------------- | -------- |
| Божићно Острво                                              | Управља Министарство правосуђа.                                                          |          |
| Кокосова Острва                                             | Управља Министарство правосуђа.                                                          |          |
| Острво Норфок                                               | Државна заједница својим надлежностима управља из Канбере преко Одјељења општег тужиоца. |          |
| Спољне територије (ненасељене)                              | Администрација                                                                           | 3166 код |
| Шаблон:Подаци о застави Острва Ашмор и Картије              | Територијом управља Одјељења општег тужиоца из Канбере.                                  | нема код |
| Шаблон:Подаци о застави Острва Коралног мора                | Територијом управља Одјељења општег тужиоца из Канбере.                                  | нема код |
| Шаблон:Подаци о застави Аустралијска антарктичка територија | Територијом управља Аустралијско антарктичко одјељење Министарства животне средине.      | нема код |
| Шаблон:Подаци о застави Острво Херд и острва Макдоналд      | Територијом управља Аустралијско антарктичко одјељење Министарства животне средине.      |          |

### Кина
Преглед: Кина има два посебна административна региона која су уређена према међународним уговорима.
| Посебни административни региони | Администрација | 3166 код   |
| ------------------------------- | --- | ---------- |
| Хонгконг                        | Бивша британска колонија. Специјална административна регија Кине од 1997. у складу са Кинеско-британском заједничком декларацијом међународним споразумом регистрованим при Уједињеним нацијама. Основни закон Хонг Конга предвиђа да територија ужива висок степен аутономије у складу са моделом "једна земља, два система" под централном владом Кине. Иако територија није дио континенталне Кине, званично се сматра саставним делом Народне Републике Кине.                    | HK HKG 344 |
| Макао                           | Бивша португалска колонија. Специјална административна регија Народне Републике Кине од 1999. године у складу са Кинеско-португалском заједничком декларацијом, међународни споразум регистрован код Уједињених нација. Основни закон Макаоа предвиђа да територија ужива висок степен аутономије у складу са моделом "једна земља, два система" под централном владом Кине. Иако територија није дио континенталне Кине, званично се сматра саставним делом Народне Републике Кине. | MO MAC 446 |

### Данска
Краљевина Данска садржи 2 самоуправне области.
| Конститутивна земља | Администрација | 3166 код   |
| ------------------- | --- | ---------- |
| Фарска острва       | Самоуправна прекоморска административна подела од 1948. Дио Данске, али не и Европске уније.                         | FO FRO 234 |
| Гренланд            | Самоуправна прекоморска административна подела од 1979. Дио Данске, повукао се из Европске економске заједнице 1985. | GL GRL 304 |

### Финска
Преглед: Финска 1 аутономну регију, која је такође предмет међународних споразума.
| Подјела         | Администрација | 3166 код   |
| --------------- | --- | ---------- |
| Оландска острва | Оландска острва регулишу се према Закону о аутономији Оланда и међународним уговорима. Ови закони гарантују острву аутономију од Финске, која има крајњи суверенитет над њима, као и демилитаризовани статус. | AX ALA 248 |

### Француска
Преглед: Француска има 6 аутономних колектива, и 2 ненасељене територије. Ово не укључује прекоморске регије (која су такође прекоморски департмани) Реунион, Гваделуп, Мартиник, Француска Гујана, и Мајоте, која су такође лоцирана преко мора, имају исти статус као и градови Француске.Без обзира на то, целокупна прекоморска територија Француске сматра се саставним делом Француске републике.
| Прекоморски колективи                       | Администрација | 3166 код   |
| ------------------------------------------- | --- | ---------- |
| Сент Бартелеми                              | Одвојио се од Гваделупе да би 2007. постао прекоморски колектив. | BL BLM 652 |
| Свети Мартин                                | Одвојио се од Гваделупе да би 2007. постао прекоморски колектив. То је једини дио колектива који је у потпуности у Европској унији. | MF MAF 663 |
| Шаблон:Подаци о застави Сент Пјер и Микелон | У територијалном колективу од 1985; у прекоморском колективу од 2003. | PM SPM 666 |
| Валис и Футуна                              | У прекоморској територији од 1961; у прекоморском колективу од 2003. | WF WLF 876 |
| Француска Полинезија                        | У прекоморском колективу од 2003. названо прекоморском државом од 2004. Појављује се на листи Уједињених нација за територије без самоуправе. | PF PYF 258 |
| Специјални колектив                         | Администрација | 3166 код   |
| Нова Каледонија                             | "Sui generis" у колективу од 1999. Појављује се на листи Уједињених нација за територије без самоуправе. | NC NCL 540 |
| Мала територија (ненасељена)                | Администрација | 3166 код   |
| Острво Клипертон                            | Острво администрирано од стране Министра за прекоморске територије. Нема сталну популацију. |            |
| Прекоморске територије (ненасељена)         | Администрација | 3166 код   |
| Француске јужне и антарктичке земље         | Француске јужне и антарктичке земље (назване TAAF for Terres australes et antartiques françaises) је прекоморска територија од 1955, администрирано из Париза од стране Administrateur Supérieur. Нема сталну популацију. Укључује француске територијалне посједе на Антарктици: Аделина земља. | TF ATF 260 |

### Холандија
Преглед: Краљевина Холандија састоји се од 3 карипске земље са аутономијом у унутрашњим пословима, и једна земља - Холандија - са већином свог подручја у Европи, осим 3 општине на Карибима. 3 општине у Карибима Бонер, Саба and Свети Еустахије—нису наведени јер их директно управља Влада Холандије. Сви холандски држављани Краљевине имају исто држављанство и тако су држављани Европске уније.
| Држава       | Администрација | 3166 код   |
| ------------ | --- | ---------- |
| Аруба        | Свака је дефинисана као "држава" ("земља") у Холандији статутом краљевине Холандије. Аруба је стекла потпуну аутономију у унутрашњим пословима одвајањем од Холандских Антила 1986. Курасао и Свети Мартин били су дио холандских Антила све док нису распуштени у октобру 2010. Влада Краљевине Холандије поклапа се са Владом Холандије и одговорна је за право одбране, спољне послове и национално право. Дио су Холандије али не Европске уније, али имају холандско држављанство, а његови становници су грађани Европске уније. | AW ABW 533 |
| Курасао      | Свака је дефинисана као "држава" ("земља") у Холандији статутом краљевине Холандије. Аруба је стекла потпуну аутономију у унутрашњим пословима одвајањем од Холандских Антила 1986. Курасао и Свети Мартин били су дио холандских Антила све док нису распуштени у октобру 2010. Влада Краљевине Холандије поклапа се са Владом Холандије и одговорна је за право одбране, спољне послове и национално право. Дио су Холандије али не Европске уније, али имају холандско држављанство, а његови становници су грађани Европске уније. | CW CUW 531 |
| Свети Мартин | Свака је дефинисана као "држава" ("земља") у Холандији статутом краљевине Холандије. Аруба је стекла потпуну аутономију у унутрашњим пословима одвајањем од Холандских Антила 1986. Курасао и Свети Мартин били су дио холандских Антила све док нису распуштени у октобру 2010. Влада Краљевине Холандије поклапа се са Владом Холандије и одговорна је за право одбране, спољне послове и национално право. Дио су Холандије али не Европске уније, али имају холандско држављанство, а његови становници су грађани Европске уније. | SX SXM 534 |

### Норвешка
Преглед: Норвешка има једну унутрашњу територију са ограниченим суверенитетом -Свалбард. Дио је Краљевине Норвешке, за разлику од територије зависне од Антарктика - острва Боувет, и две захтеве за зависност(see above).
| Подјела  | Администрација                                                                           | 3166 код    |
| -------- | ---------------------------------------------------------------------------------------- | ----------- |
| Свалбард | Свалбард је предмет међународних споразума са неким ограничењима норвешком суверенитету. | SJ SJM 744† |

†Свалбард дијели ISO код са Јан Мајеном, удаљеним ненасељеним норвешким острвом смјештено југозападно од архипелага.